# Veresk-Brücke
Die Veresk-Brücke ist eine als steinerne Bogenbrücke ausgeführte Eisenbahnbrücke der Transiranischen Eisenbahn in der iranischen Provinz Mazandaran.
Sie steht in dem Streckenabschnitt im Elburs-Gebirge, in dem die Bahn zwischen dem unweit des Kaspischen Meers in 51 m Höhe gelegenen Qaem-Schahr und dem nur 70 km Luftlinie entfernten, aber 2130 m hoch gelegenen Scheiteltunnel bei Gaduk einen Höhenunterschied von mehr als 2000 m überwindet. Dazu sind zahlreiche Schleifen, Kehrtunnel und ein 8er-Tunnel erforderlich, um die Steigung auf die immer noch beachtlichen 27 ‰ zu limitieren.
Die insgesamt 273 m lange Brücke steht weit oberhalb des Ortes Veresk, wo sie mit einer Spannweite von 66 m eine enge, steile und 110 m tiefe Schlucht eines östlichen Seitentales überquert. Unter der Brücke steht noch die Konstruktion, die das Lehrgerüst trug.
Nördlich der Brücke beschreibt die Eisenbahnstrecke eine rund vier Kilometer lange, meist in Tunneln verlaufende Schleife, die schließlich wenige Meter neben der Brücke unter dem Bachbett hindurch zum Tunnelportal und zu einer weniger spektakulären Brücke führt, mit der die Strecke über den Fluss und die Autobahn 79 zum Ort und Bahnhof Veresk gelangt.
Der nördliche Teil der Transiranischen Eisenbahn zwischen Teheran und Qaem-Schahr wurde in den Jahren 1933 bis 1938 von der dänischen Firma Kampsax geplant und ausgeführt, deren Gründungsmitglied Jørgen Saxild die Projektleitung übernahm. Für den Bau der Tunnel und Brücken  wurden zahlreiche Subunternehmer eingeschaltet.
Die Veresk-Brücke wurde unter der Oberaufsicht des Schweizer Oberingenieurs Hans Nater des Consortiums Kampsax von der italienischen Baufirma Impresa G.R. Pizzagalli & C. unter der Leitung des italienischen Ingenieurs Cesare Delleani gebaut und am 12. April 1936 in Anwesenheit von Reza Schah Pahlavi eröffnet.
Im Zweiten Weltkrieg, nach dem Überfall der deutschen Wehrmacht auf die Sowjetunion und der darauffolgenden Anglo-Sowjetischen Invasion in den Iran, um von den USA gelieferten Nachschub durch den Persischen Korridor in die Sowjetunion liefern zu können, wurde die Brücke  Pol-e Piroozi bzw. Brücke des Sieges genannt.
Die in der westlichen Literatur kaum erwähnte Brücke wird gelegentlich als Abassabad-Brücke bezeichnet.
2014 wurde die Veresk-Brücke nach einer ausführlichen Inspektion und einer Belastungsprobe als weiterhin sicher befunden.